# 新幹線E3系電力動車組
E3系是一款由東日本旅客鐵道（JR東日本）所使用的新幹線直行特急（迷你新幹線）用新幹線車輛，主要行駛於東北與山形新幹線等隸屬於JR東日本的新幹線路線上。

## 概要
1997年（平成9年）3月22日開通的秋田新幹線，正式使用基本番台的E3系電車。到了1999年（平成11年），山形新幹線伸延至新，E3系1000番台亦於山形新幹線開始運行；而在2008年至2009年的時候則製造了E3系2000番台，以代替先前行駛的400系電車編組，所以E3系電車總共有三種編組。
E3系列車的製造商分別為川崎重工業和東急車輛。2002年以後的「小町」號（こまち，Komachi）由川崎重工業製造，而「翼」號（つばさ，Tsubasa）則由東急車輛製造。目前E3系的全部列車都裝設了數碼自動列車控制裝置（DS-ATC）。
直至2005年7月14日，JR東日本正在使用41列E3系列車：
- R編組（0番台）─26列（R1-R26）
- L編組：
  - （1000番台）─3列（L51-L53）
  - （2000番台）─12列（L61-L72）

另外，在E2系、E3系登場之前有一組六輛編組的高速實驗車輛新幹線952型電聯車，和新幹線500系900番台實驗車（暱稱「WIN350」）一起擺放在位於米原市的鐵道綜合技術研究所風洞測試中心。

## 編組方式

### 0番台
| 東京方向← | 東京方向← | 東京方向← | 秋田方向→ | 秋田方向→ | 秋田方向→ |
| --------- | --------- | --------- | --------- | --------- | --------- |
| 11 指×    | 12 指×    | 13 指×    | 14 指×    | 15 指×    | 16 指×    |

圖例
- 綠色■背景＝綠色車廂　　白色背景＝普通車廂
- 全車對號座位　　×＝禁煙車廂

### 1000、2000番台
| 東京←  | 東京←  | 東京←  | →山形、新 | →山形、新 | →山形、新 | →山形、新 |
| ------ | ------ | ------ | --------- | --------- | --------- | --------- |
| 11 指× | 12 指× | 13 指× | 14 指×    | 15 指×    | 16 自×    | 17 自×    |

圖例
- 綠色■背景＝綠色車廂　　白色背景＝普通車廂
- 指＝對號座位　　自＝自由座位　　×＝禁煙車廂

## 型式和車型

### 0番台
E3系0番台是秋田新幹線「小町」號專用的E3系列車，最初使用5輛編組（4M1T）。1998年（平成10年）起，隨着附隨車E328型車輛登場，延長至6輛編組。E3系列車於在來線區間的最高速度為130km/h，在新幹線區間的極速則可達275km/h。現在JR東日本擁有26列E3系0番台列車（共156輛，含先前向秋田新幹線車輛保有株式會社租借的列車），全部由秋田車輛中心管理。
當初預定E3系列車只會以「小町」號和「那須野」號（なすの）的名義行駛，故E3系車身上原本有和「JR Akita Shinkansen」的字樣。但實際上E3系列車除了行走秋田新幹線外，有時候會跟E2系、E5系列車併結，成為往來盛岡的「疾風」號（はやて）、「山彥」號（やまびこ）和「那須野」號列車。後來當E3系被安排在更多的東北新幹線「山彥」號和「那須野」號班次上服務時，JR東日本將部分E3系的秋田新幹線標識移除。

#### 製造時期的差異
R1編組

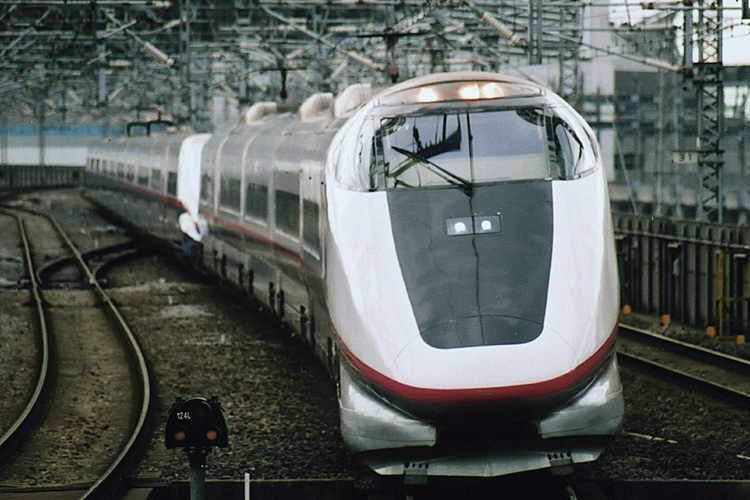
E3系R1編組列車
（2003年攝於大宮站）

1995年（日本平成7年）製造的首列量產先行試製車輛
- 頭尾兩端的形狀較小，與400系相似；
- 初期使用的集電弓是下部交叉菱形式，現時改為單臂式的集電弓；
- 前照燈位於駕駛室上方，現時仍然在使用中；
- 男尿廁洗手間的面積較小；
- 當打開容納列車自動併結裝置的前頭部蓋子的話，看起來像「櫻桃小口」；
- 裝置了DS-ATC；
- 由秋田新幹線保有株式會社所擁有。

R2～R16編組
1997年通車時的量產車輛，出廠初期每列由5節車廂組成。量產車與原型車的差異，在前照燈的配置上由駕駛室上方改至下方，前照燈的形狀與及先頭部形狀也被改動。1998年開始增加為6輛編組。裝置了DS-ATC。
R17編組
1998年的增備車輛。自本編組後以基本6輛編組登場。駕駛室前面雨刷為2支。裝置了DS-ATC。
|                                                                |  |
| 左 : R17編組后的綠色車廂座席 右 : R17編組后的第12 - 14号車座席 |  |

R18～26編組
2002年─2005年製造的增備車輛。車身外幌的材料由氨酯改為合成橡膠，並更換成擁有可移動座面的座位。牽引逆變器由GTO轉為IGBT。裝置了DS-ATC，駕駛室前面雨刷同樣為2支。
|                         |
| R18編組后的綠色車廂座席 |

### 700番台
700番台是原本0番台的R18、R19編組，JR東日本交由川崎重工兵庫工場改造後做為觀光列車之用。

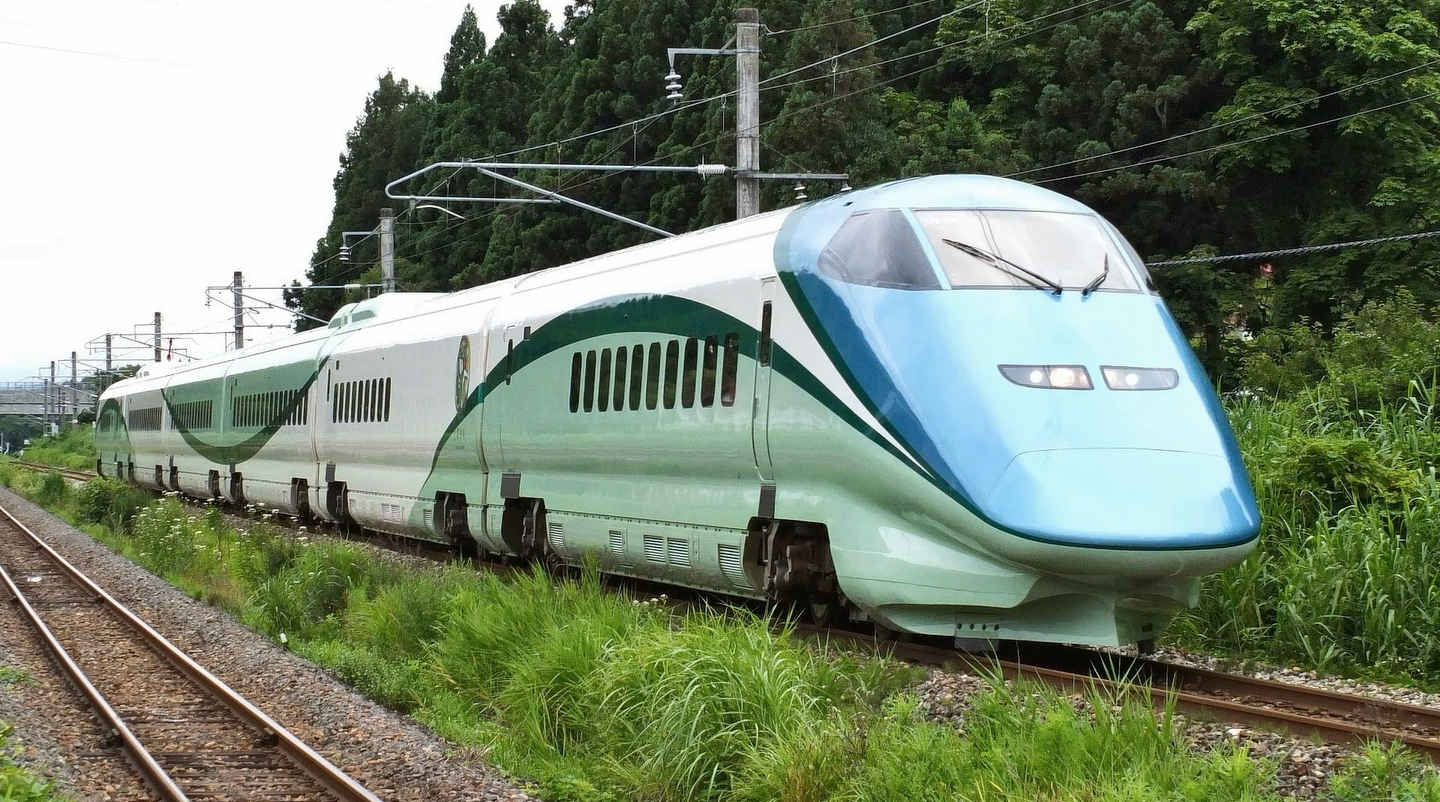
觀光列車「Toreiyu」

R18編組做為觀光列車「Toreiyu」（とれいゆ），其中是日語的（列車），是原自法語的外來語（太陽），兩個詞組成的混成詞。2014年7月19日起至2022年3月6日止每逢週六日行駛於山形新幹線的福島車站至新庄車站之間。與其他新幹線班次不同，於福島車站停靠在來線月台。

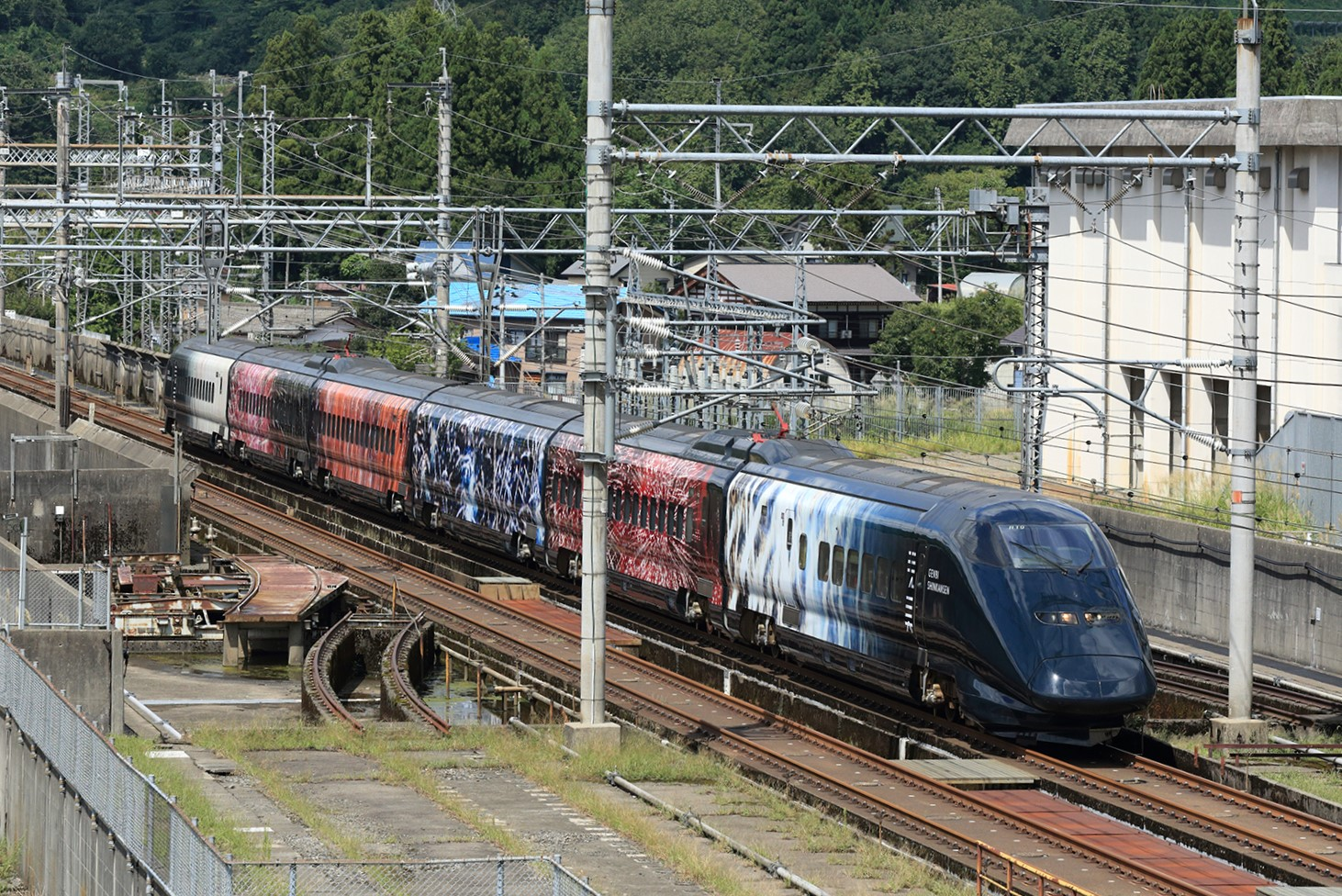
現美新幹線

R19編組用做觀光列車「現美新幹線」。此列車外觀由知名女性藝術家暨攝影家蜷川實花操刀設計，以黑色為底色，描繪出夏季夜空與新潟縣長岡市的煙火景象。內部一部份空間設計為長廊，展示現代藝術作品。以「世界最速藝術鑑賞」為號召，於2016年4月29日起至2020年12月20日為止週六日在上越新幹線開行觀光列車。

### 1000番台

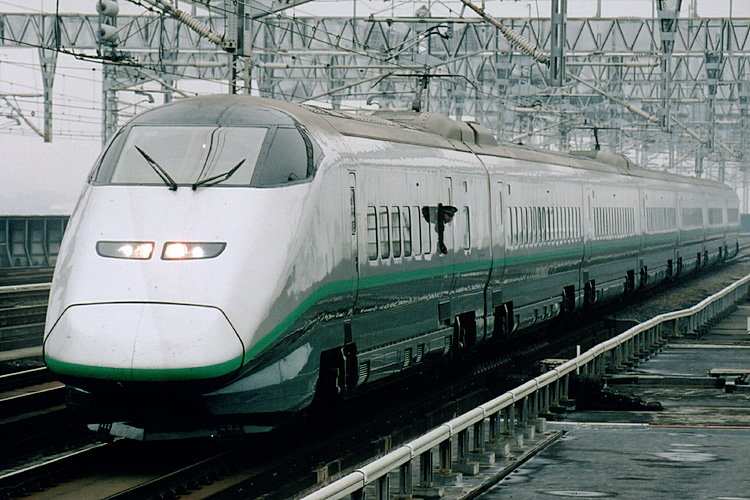
塗上「翼」號色調的E3系1000番台列車
（2003年攝於大宮站）

E3系1000番台列車是1999年山形新幹線自山形站延伸至新庄站的部分開業時的增購車輛。列車編組跟400系一樣，為7輛編組（5M2T）。其中L53編組是在2005年才投入服務。
1000番台列車的車身被塗上400系的車身顏色，同時被標上「翼」號的標誌，以統一山形新幹線的形象。
現時JR東日本擁有3列E3系1000番台列車（L53-55編組，共21輛），均由山形車輛中心管理。
L51、52編組
该兩列車编組於1999年山形新幹線新庄段开业时制造。電氣裝置及雨刷都按照R17編組的標準配置，但内装等其他部分則不相同。
L53編組
2005年制造的増備車輛。VVVF逆变器控制装置的单元改为IGBT，車門的門鈴設置也引用在该編組上。

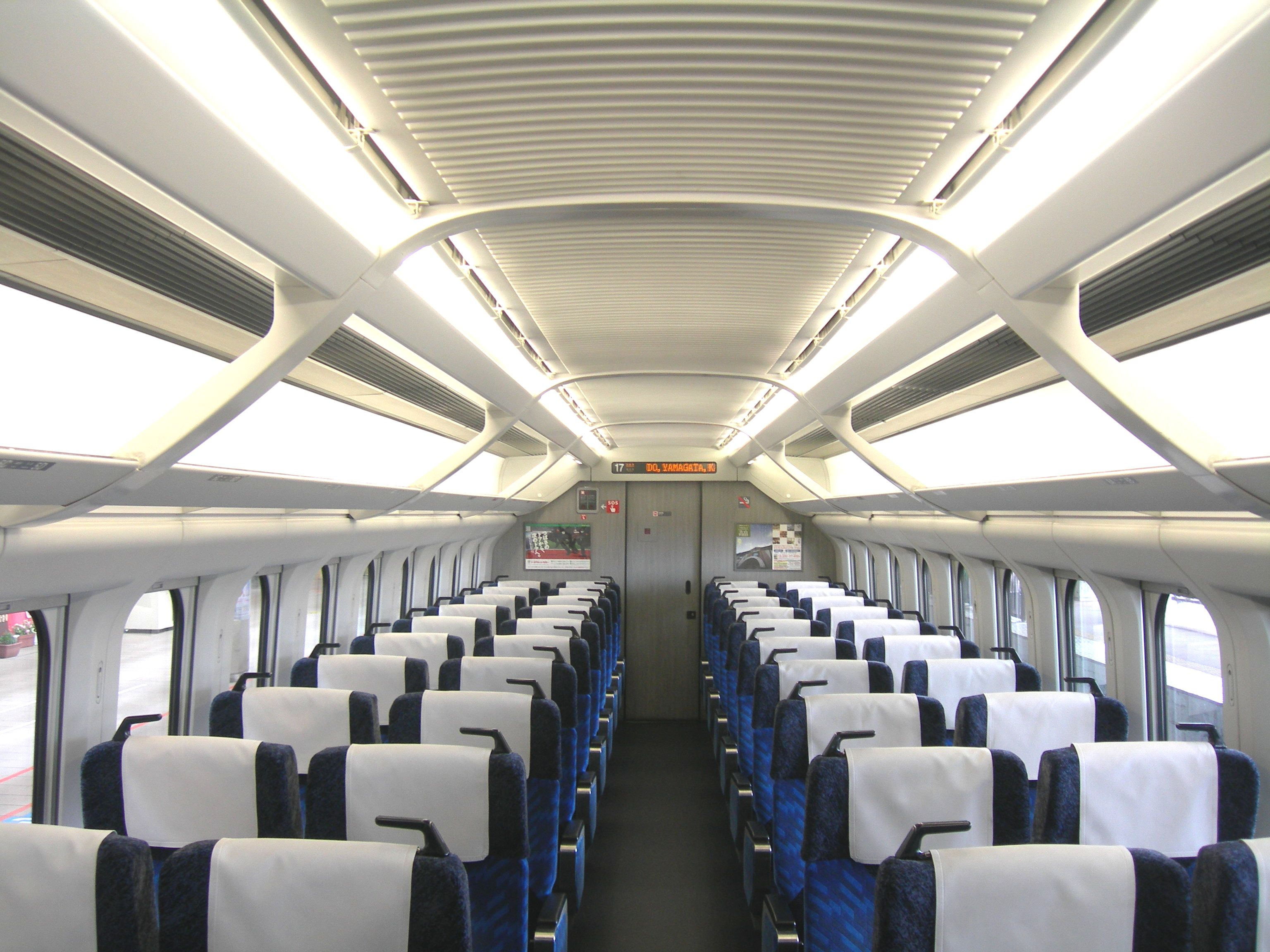
第12 - 14号車座席
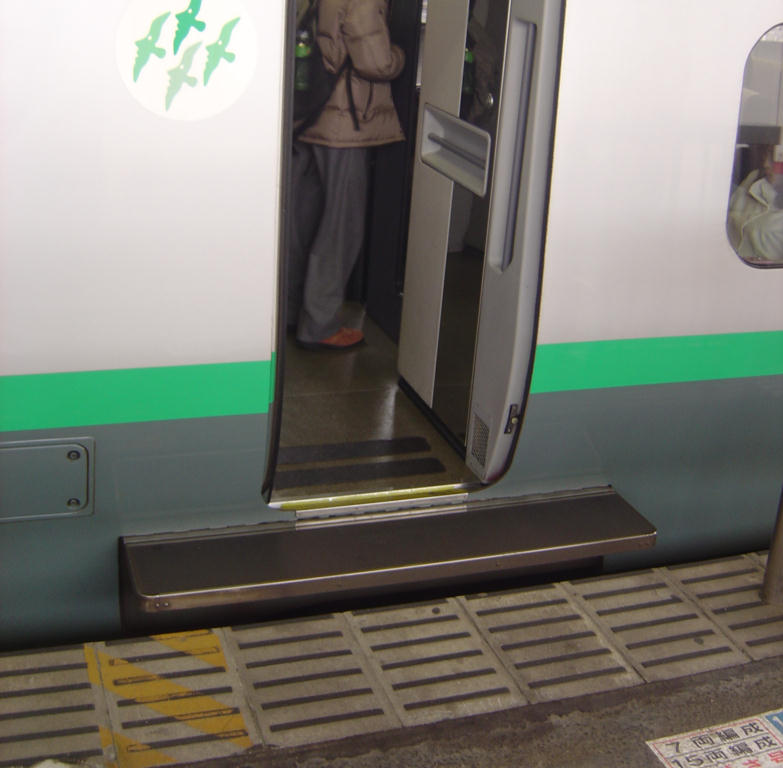
E3系的车门脚踏板（L52編組）

### 2000番台

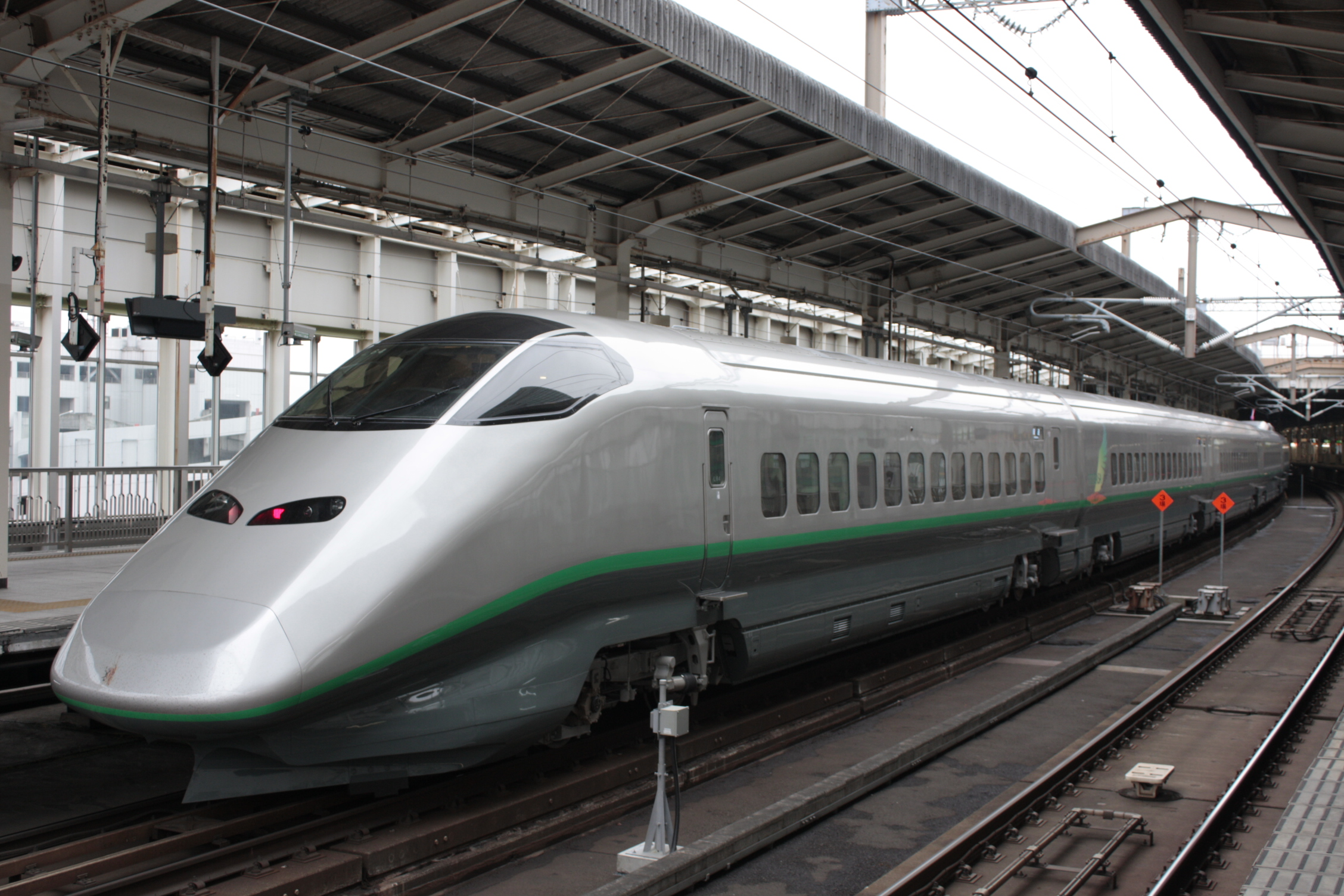
E3系2000番台L64编組

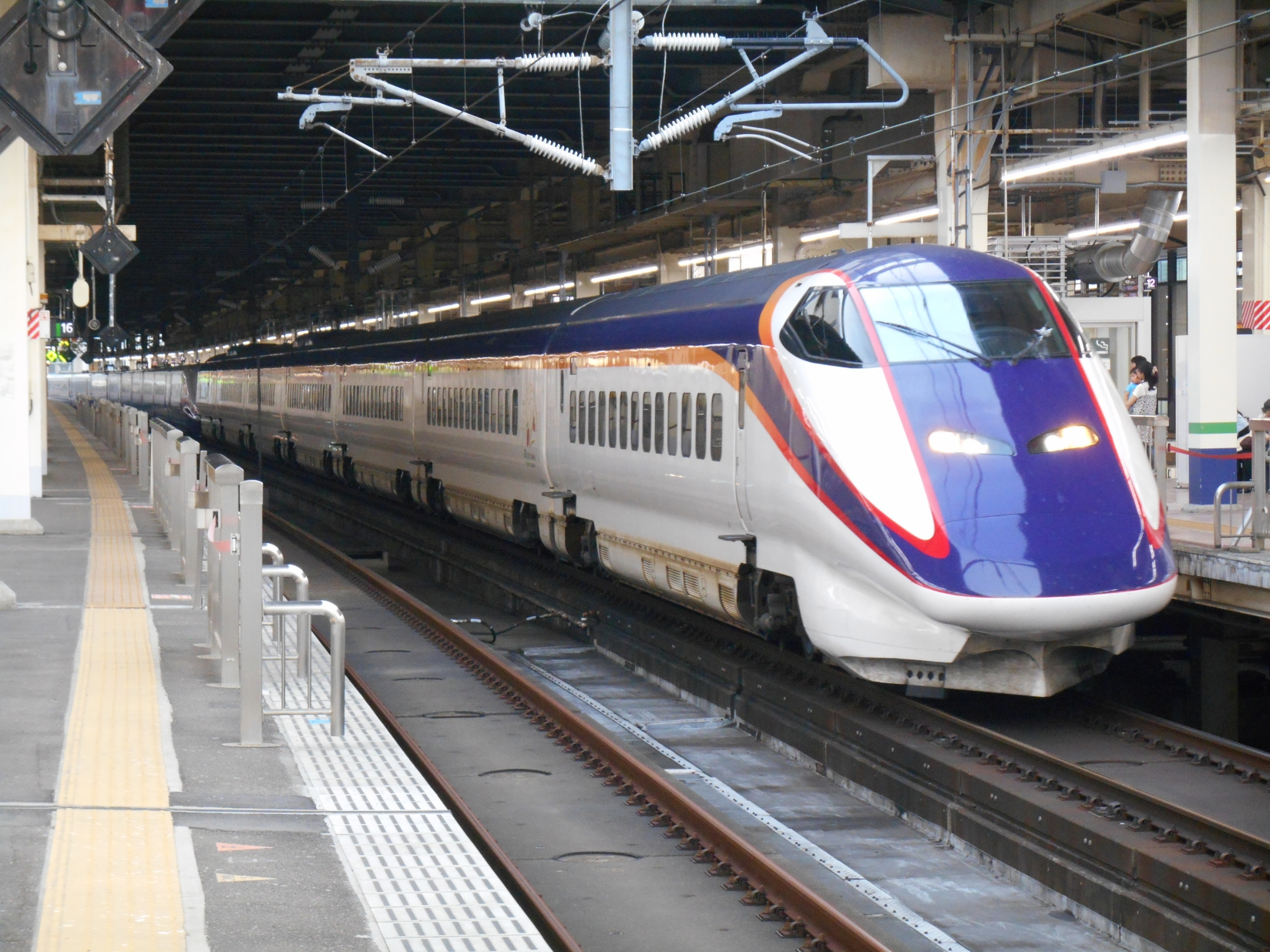
改成新塗裝的E3系2000番台

2007年7月，JR東日本宣布自2008年12月起增備E3系以取代逐漸老舊的400系列車。新列車稱為2000番台，共製造12列7輛編組列車（編組編號：L61－72），合計84輛。現時列車均由山形車輛中心管理。
在2008年12月20日時開始實施正式的营业運行，首班列車係由L61编組擔任「翼112号」自山形出发前往东京，隨後該編組擔任「翼119号」自东京折返出发前往新庄。

#### 与1000番台的不同点
以下是跟1000番台的主要的不同点：
- 最高速度到275km/h
- 前照灯的形状变更
- 第11、17号车厢配備全自動悬挂系統，第12—16号车厢配備半自動悬挂系統。
- 顶部配备监控攝影設備。
- 车内配备除菌离子的空气清淨機和大型全色LED车内資訊表示器。
- 綠色車廂的全部座位和普通車廂的车窗边、最前部、最后部座位設置了电源插座，而在座位前方設置的桌子尺寸則擴大為A4的尺寸，讓笔记型电脑能放置的區域扩大。这些內部的变更變得與N700系的內裝相近。
- 自由席（第16、17号车厢）的座席間距扩大（910mm →980mm），这个變更使全体的定员數减少8名。
- 自動體外心臟去顫器（AED）的设置变更為第13号车厢。（0番台和1000番台設置在第12号车厢）
- 與1000番台同样，車門在開關時會響起門鈴；不过，2000番台在車門的扶手部分設置了車門開關時的黃色LED指示燈，在車門開關時會閃爍(如照片)。
- 車身標語“四季感動的山形”（四季感動のやまがた）取消
- 挡风玻璃改变形状
- 在每个座位安装阅读灯

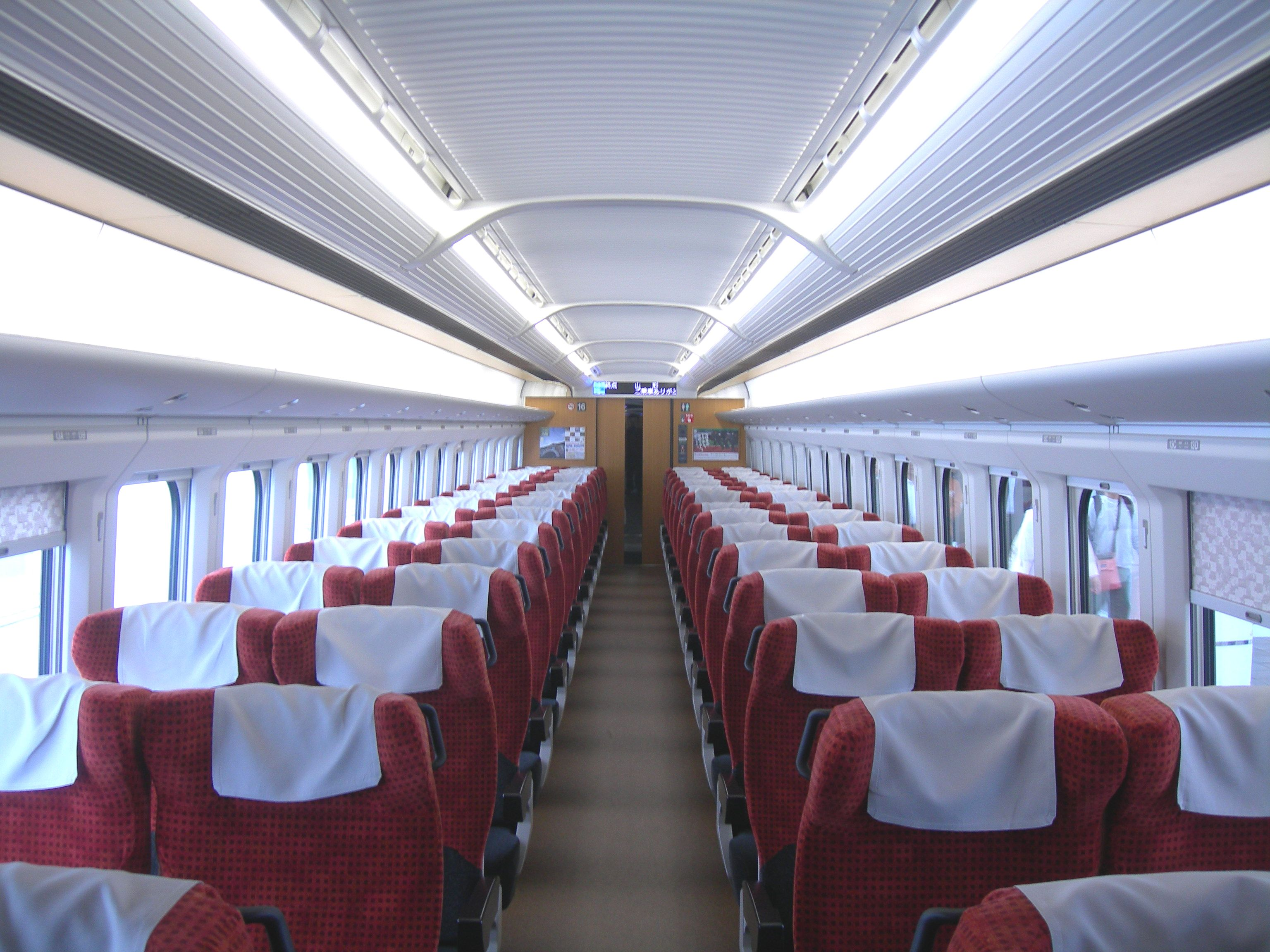
開关门指示音（E3系2000番台录制）
- 2000番台客室普通車
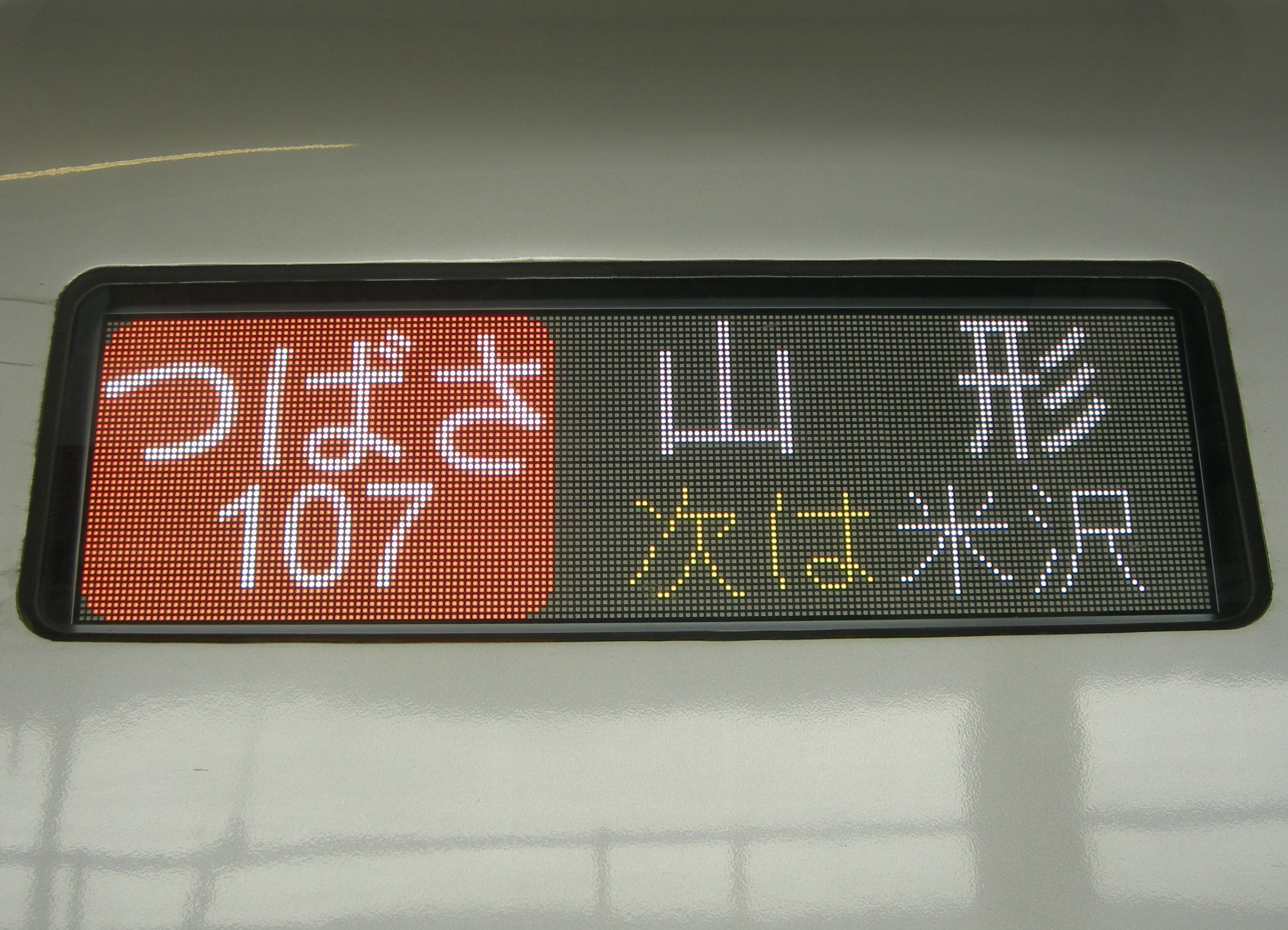
车门外的全色LED式行先表示器

## 運用

### 2022年3月12日改點後
擔任山形新幹線的「翼號」及東北新幹線的「那須野號」。在東北新幹線區間的部分列車與E2系混編運行，離峰時段多為單獨行駛（因應COVID-19）。在宇都宮車站 - 福島車站間以275km/h的速度行駛。

### 車輛運用[8]
列車全部配屬於山形新幹線車輛中心。

### 歷史沿革
為了对应了东北新干线内的高速營運行驶，JR東日本自2013年3月起投入E6系，並於2014年3月提高在东北新干线的最高營運速度到320km/h的同时，全部取代现在的秋田新干线「小町」号所使用的E3系0番台。部份被取代的0番台列車經改裝後轉移到山形新幹線使用，其餘則全數拆卸。
2014年3月14日的「小町」28號的秋田－東京班車为秋田新干线E3系列车最後班次。这批E3系列后期生产的车后进入山形新干线。前期生产车则报废。3月15日以后，秋田新干线全部为E6系电车担当运行，超級小町號取消。
另外，服務於山形新幹線的E3系列車（包括0/1000/2000番台共15列編組）已自2014年春天起更改車身塗裝，新塗裝設計由奧山清行負責。最後一列舊塗裝編組（L63）於2016年10月29日結束其最終運行。
2020年3月3日，JR東日本公布將為山形新幹線引入本型列車之後繼車款，並命名為E8系，首列新列車預計於2022年9月落成、並於2024年春天投入服務，預計於2026年春季全面取代E3系列車。
2020年3月14日起，東北新幹線定期運用由盛岡以南改為福島以南區間，並退出山彥號運用。
2020年10月，因受2019冠狀病毒疾病疫情影響，乘車需求銳減，E3系0番台已全數退出營運。
2021年6月，因行動電話普及率高，JR集團各公司拆除所有新幹線列車上的公用電話。
2023年2月11日,1列E3 2000番台列車被重新塗上舊塗裝 , 編組是L65
2024年3月16日,由於新型列車E8系在改點後投入服務，1000番台列車至此全數退出運用

### 海外出口
2025年4月15日，JR東日本宣布，將無償轉讓E5系及E3系各1列給印度，用於孟買—艾哈邁達巴德高速鐵路項目的軌道測試及接觸網檢測工作，預計2026年初交付。。

## 擁有者
0番台
R1 - R16編組（E328型除外）
在秋田新幹線所用的E3系0番台，原本由第三部門的秋田新幹線車輛保有株式會社所擁有，以租借形式租予JR東日本使用。随着租约期间的届满，秋田新干线车辆保有株式会社以2010年3月为限解散，所有车辆被有償轉讓給JR東日本。
E328型 R17～23編組
1998年以後生產的E328型（第14號車）全車及R17～23編組，全屬JR東日本所擁有。
1000番台和2000番台
使用在山形新幹線，全屬JR東日本所有。

## 衍生型號
- 新幹線E926型電力動車組－以E3系的標準設計的新幹線軌道檢查車輛，暱稱「East i」

## 外部連結
- JR東日本－車輛圖鑑：E3系 （页面存档备份，存于）（日語）

1. ↑  . 鉄道ファン railf.jp. 交友社. 2016-04-30  [2016-05-01]. （原始内容存档于2016-09-26）.
2. ↑   (PDF) (新闻稿). 東日本旅客鉄道. 2015-03-03  [2020-12-26]. （原始内容 (PDF)存档于2015-03-03）.
3. ↑   (PDF) (新闻稿). 東日本旅客鉄道新潟支社. 2020-07-27  [2020-12-26]. （原始内容 (PDF)存档于2020-07-28）.
4. ↑   (PDF) (新闻稿). 東日本旅客鉄道新潟支社. 2020-09-11  [2020-12-26]. （原始内容 (PDF)存档于2020-09-11）.
5. ↑   (PDF).   [2008-09-28]. （原始内容存档 (PDF)于2007-09-30）.
6. ↑  JR東日本仙台支社－公布E3系2000番台列車詳情的新聞發布會詳情 的存檔，存档日期2013-05-17.
7. ↑  [.   [2008-10-14]. （原始内容存档于2021-01-20）. 网址－维基内链冲突 (帮助) Railfan雜誌網上版－]
8. ↑  . FC2ホームページ. 2021-11-22  [2022-04-15]. （原始内容存档于2021-12-30） （日语）.
9. ↑  さよなら「Ｅ３系こまち」　秋田駅でラストラン行事 的存檔，存档日期2014-10-24.
10. ↑   (PDF).   [2020-03-03]. （原始内容存档 (PDF)于2020-05-21）.
11. ↑  . 聯合新聞網. 中央通訊社. 2021-03-21  [2021-03-22]. （原始内容存档于2021-11-04）.
12. ↑  . 時事ドットコム. 時事ドットコム. 2025-04-16  [2025-04-16]. （原始内容存档于2025-04-16）.